# Luiz Gonzaga 110 Anos do Nascimento
Luiz Gonzaga 110 Anos do Nascimento é um livro biográfico escrito por Paulo Wanderley. O livro foi lançado em 2022. Com o objetivo de celebrar o legado deixado por Luiz Gonzaga na Música Popular Brasileira. O livro será celebrado no município de Exu no Sertão Pernambucano, cidade natal onde o  cantor nasceu e é considerado um dos artistas da história da música popular brasileira, o livro é um produto inédito no Brasil. A obra vem inserida numa caixa em que o fã é presenteado com cartazes de shows, capas de todos os LPs e rótulos de todos os compactos gravados pelo Luiz Gonzaga "Rei do Baião", além de réplicas de documentos pessoais de Gonzagão por meio de QR Codes, em que o próprio Gonzagão relembra passagens de sua vida em áudios originais gravados e reproduzidos pelo próprio artista.
O livro foi financiado por leis de incentivo à cultura e empresas privadas, o livro é magistral. De tamanho grande, com 110 fotos do artista, 110 reportagens históricas sobre Gonzaga e 110 depoimentos do próprio rei do baião, trata-se de uma obra fruto do esmero, paciência e dedicação de um autor-fã.
Para celebrar os 110 anos de nascimento de Luiz Gonzaga, a TV Globo irá exibir um documentário no dia 23 de dezembro de 2022. No dia seguinte, a emissora transmite, depois do "Jornal Hoje", um show em homenagem ao Rei do Baião.